# Phare de Newport News Middle Ground
Le phare de Newport News Middle Ground (en anglais : Newport News Middle Ground Light), est un phare offshore  à caisson situé près du  Monitor–Merrimac Memorial Bridge–Tunnel (en) dans la Hampton Roads à Newport News en Virginie. C'est le plus vieux phare à caisson de Virginie
Il est inscrit au Registre national des lieux historiques depuis le 2 décembre 2002 sous le n° 02001438 et déclaré Virginia Historic Landmark le 10 septembre 2003.

## Historique
Un haut-fond en forme de L se trouve au milieu des grandes voies de navigation juste au large de Hampton Roads, ce qui créait un danger depuis les années 1880 pour les navires de grandstirants. Le US Lighthouse Board a identifié le besoin d’un phare dans cette région en 1887 et, après plusieurs modifications d’économie de conception, la construction a commencé en 1890 et s’est achevée au printemps de l’année suivante. C'était le premier phare à caisson construit en Virginie.
La station a été automatisée en 1954, date à laquelle la caractéristique lumineuse et la cloche de brouillard ont été modifiées. La lumière clignotait avec une lumière blanche de 3 .000 bougies toutes les six secondes et la cloche de brouillard produisait un sonnerie toutes les quinze secondes au lieu de deux. Le phare a également été déclassé avec ces changements. Cela a également marqué le début d'une période de négligence. En 1979, un remorqueur a percuté le phare, désormais inhabité, et une inspection effectuée en 1982 a révélé de graves dommages à la galerie du premier étage et des fuites dans les fondations. Les fenêtres et les portes cassées et coincées permettaient aux mouettes de pénétrer à l'intérieur. Certaines réparations ont été effectuées, mais des modifications plus importantes ont été apportées en 1986-1987, lorsque la lumière a été convertie à l'énergie solaire. La nouvelle balise a été placée à l'extérieur de la lanterne et, l'année suivante, des travaux de rénovation plus importants ont été effectués afin de remédier aux dommages et à la négligence. Cependant, les inspections effectuées en 1992 et en 1994 ont montré que le déclin de la lumière se poursuivait.
La construction du tunnel-pont commémoratif Monitor-Merrimac a créé un obstacle qui a tendance le rendre moins visible. En 2000, la balise a été replacée à l'intérieur de la lanterne et la caractéristique a été changée en rouge afin de la rendre plus visible par rapport aux feux du pont.
Cette lumière faisait partie d’un groupe offert à des groupes à but non lucratif en vertu de la National Historic Lighthouse Preservation Act (en) de 2005. Il n’y avait pas de preneur, il a été mis aux enchères et acheté par les familles Billingsley et Gonsoulin avec une offre finale de 31.000 $. Les familles ont rénové le phare et l'utilisent comme maison de vacances.

## Description
Le phare  est une tour  conique en fonte sur caisson, avec trois galeries et une lanterne, de 21 m de haut incorporant trois étages d'habitation. Le phare est totalement rouge foncé et la lanterne est noire.
Son feu isophase Il émet, à une hauteur focale de 18 m, un éclat rouge d'une seconde toutes les 10 secondes. Sa portée est de 12 milles nautiques (environ 22 km). 

## Caractéristiques dufeu maritime
Fréquence : 10 secondes (R)
- Lumière : 1 seconde
- Obscurité : 9 secondes

Identifiant : ARLHS : USA-549 ; USCG : 2-10815 ; Admiralty : J1458 . 

### Lien connexe
- Liste des phares en Virginie